# Dimitar Isaev
Dimitar Isaev (Sófia, 7 de outubro de 1998) é um saltador búlgaro, especialista de trampolim e plataforma.

## Biografia
Treinado por Georgi Chobanov, Isaev começou a mergulhar aos oito anos de idade. Ele representou a equipe nacional da Bulgária nos Jogos Europeus de 2015 em Baku, terminando em vigésimo segundo lugar no trampolim de 3 metros, décimo primeiro na plataforma de 10 metros e em sexto sincronizado de 3 metros ao lado de seu compatriota Bogomil Koynashki.